# 周光绪
周光绪（？—？），天津人，是一名清朝政治人物。
周光绪曾于嘉庆十一年接替汪楠任龙岩州知州一职，嘉庆十二年由徐宪文接任。